# Baie des Châteaux

La Baie des Châteaux (parfois appelé Chateaux Bay) est un établissement et une baie au Labrador, Canada.

## Histoire
En 1737, Louis Fornel, François Havy et Jean Lefebvre obtenaient les deux-tiers des parts du poste de chasse au loup marin encore inexploité de la Baie des Châteaux, sur le détroit de Belle-Isle, de son concessionnaire, Louis Bazil.
Les Anglais lui donnèrent le nom de York Harbour, un nom donné par James Webb en 1760 quand il a réclamé le port pour les Anglais. La baie a été arpentée par James Cook en 1763, au cours de son enquête sur le détroit de Belle Isle à bord de la HMS Grenville.
En août 1766, Joseph Banks arriva dans la Baie des Châteaux dans le cadre d'un parcours partiellement scientifique pour étudier et collecter les plantes et les animaux. Un des spécimens recueillis a aujourd'hui disparu, le Grand Pingouin.